# Cittadella di Saint-Tropez
La cittadella di Saint-Tropez (Citadelle de Saint-Tropez in francese) è una fortificazione del XVII secolo situata su un'altura che domina la cittadina provenzale di Saint-Tropez. Il suo dongione è stato iscritto al registro dei monumenti storici il 12 dicembre 1921, mentre la cinta muraria esterna con i fossati e la controscarpa il 4 luglio 1995. Ospita al suo interno i locali del Museo di Storia Marittima di Saint-Tropez.

## Storia

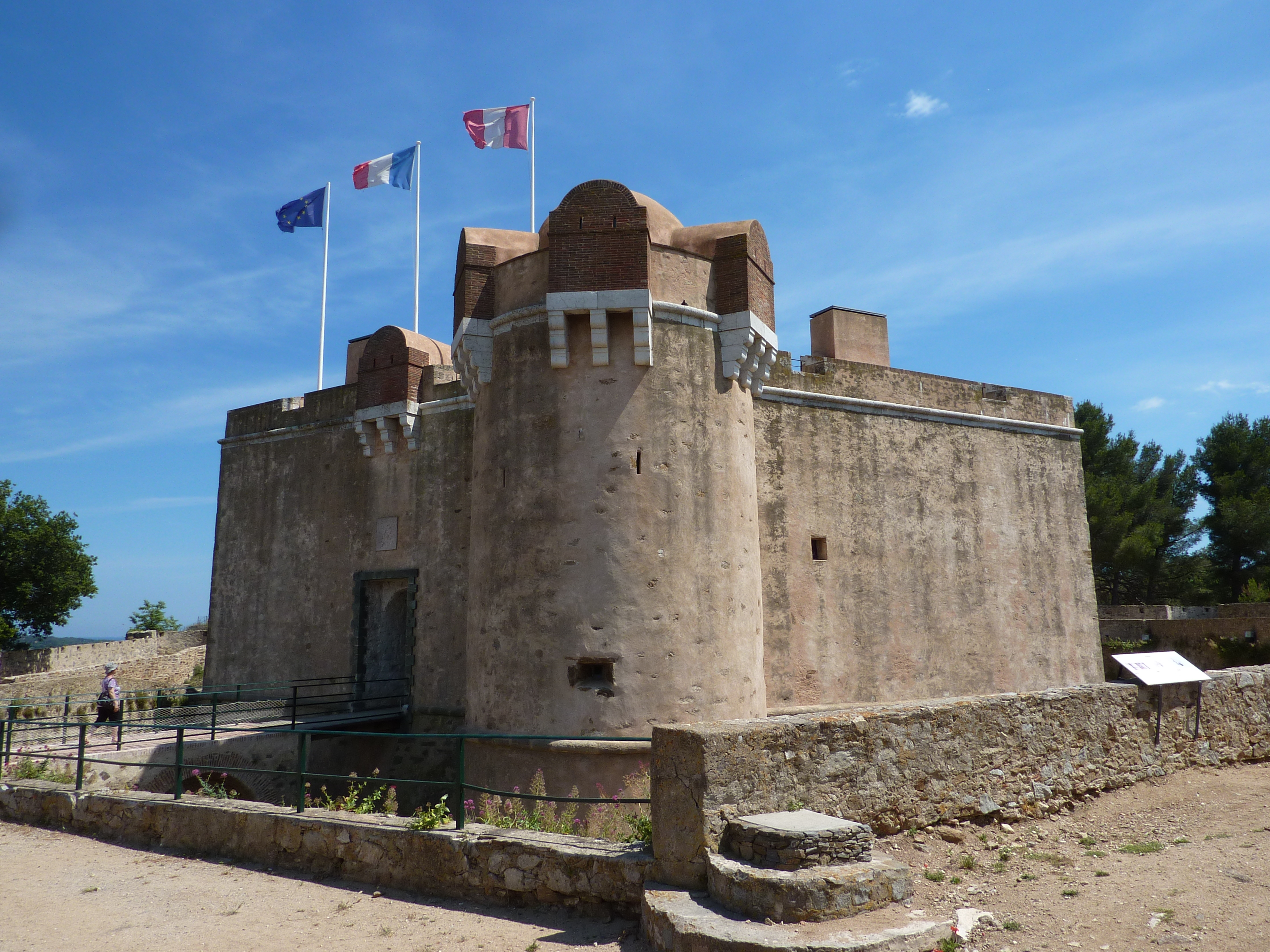

Nel 1583 fu fatta costruire una fortificazione sull'altura immediatamente ad est della cittadina di Saint-Tropez. Lo scopo della struttura era quello di proteggere le coste dagli attacchi dei pirati e da eventuali invasioni straniere. Durante le guerre di religione, Bernard de Nogaret, fratello del duca di Épernon e futuro ammiraglio di Francia ordinò la costruzione di una cinta attorno al villaggio, nonostante la contrarietà degli abitanti di Saint-Tropez, a fine di affermare l'autorità del re Enrico IV di Francia. Nel 1592 Carlo Emanuele I di Savoia assediò la fortezza su richiesta del conte di Carcès.
Nel 1596 il duca di Guisa con l'aiuto degli abitanti di Saint-Tropez riuscì a riconquistare la cittadella. Successivamente il parlamento provenzale ordinò la demolizione della struttura che fu così smantellata. Qualche anno dopo il re Enrico IV incaricò l'ingegnere militare Raymond de Bonnefons di costruire una nuova cittadella a pianta esagonale. La nuova fortificazione fu costruita tra il 1602 ed il 1608. La cinta bastionata esterna, il fossato e la controscarpa furono invece realizzata negli anni venti del XVII secolo. Con queste aggiunte la cittadella di Saint-Tropez divenne la fortificazione litoranea più importante nel tratto di costa compreso tra Tolone ed Antibes.
Il 15 giugno 1637, durante la guerra dei trent'anni, la cittadella fu attaccata senza successo da ventuno galee spagnole. Nel 1652 i frondisti di Luigi Emanuele di Valois-Angoulême s'impossessarono della fortezza che verrà riconquistata l'8 agosto dello stesso anno dalle truppe del duca di Mercœur.
Nel 1918 fu ceduta dalle autorità militari francesi allo Stato. Nel 1958 fu aperto nel dongione il Museo della marina, mentre nel 1992 l'intera struttura fu acquistata dal comune di Saint-Tropez.
Nel 2002 il museo venne chiuso per poter realizzare importanti lavori di restauro sul dongione. In quest'occasione fu pianificato anche un totale rinnovamento della struttura museale che aprì i battenti il 24 luglio 2013.